# بریتیش رجیونال ایرلاینز
بریتیش رجیونال ایرلاینز (به انگلیسی: British Regional Airlines) یک شرکت هواپیمایی با کد یاتا TH است که در ۱۹۹۶ میلادی تأسیس شده‌است. دفتر مرکزی بریتیش رجیونال ایرلاینز در فرودگاه منچستر واقع شده‌است.

## نگارخانه

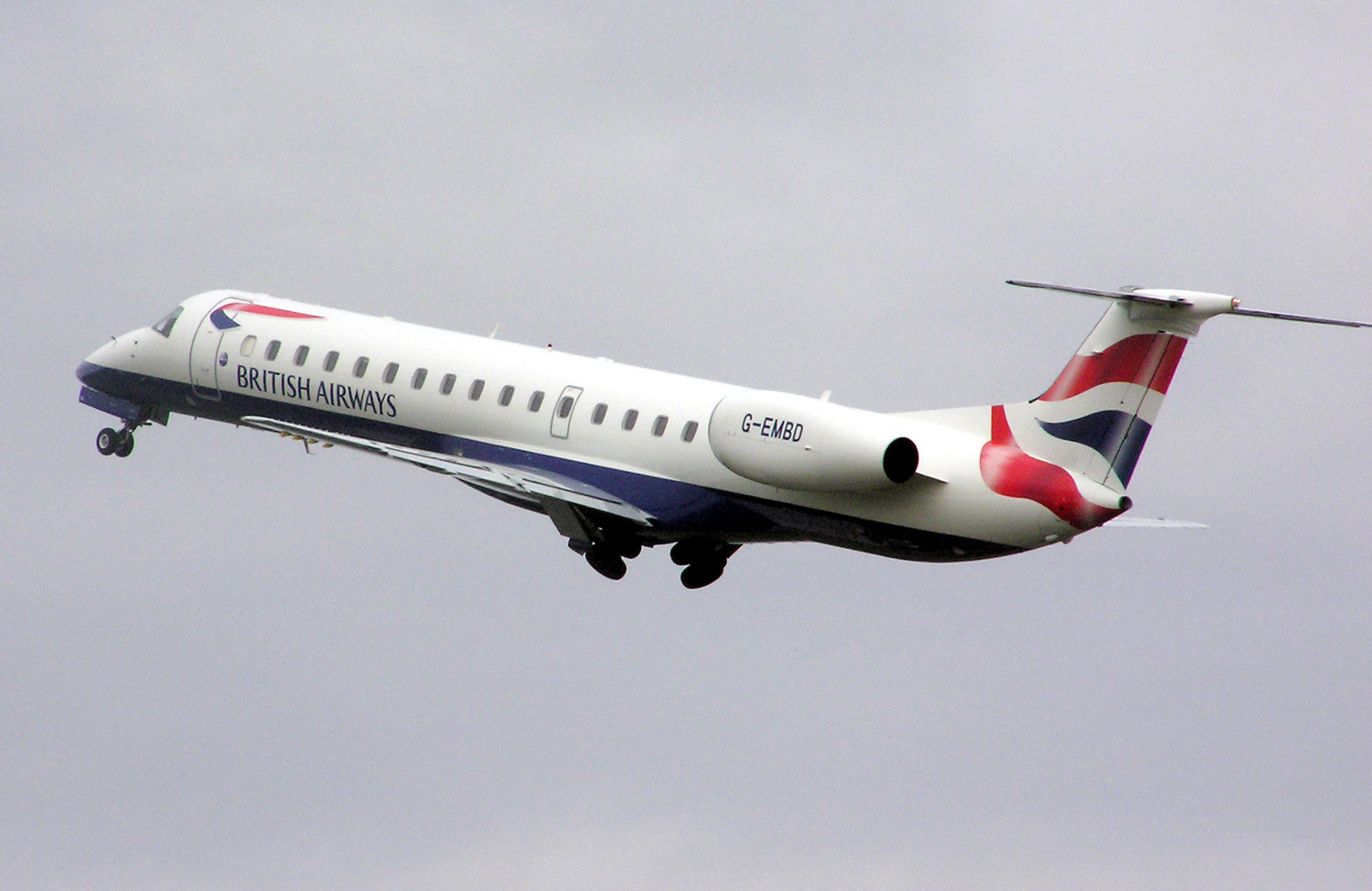
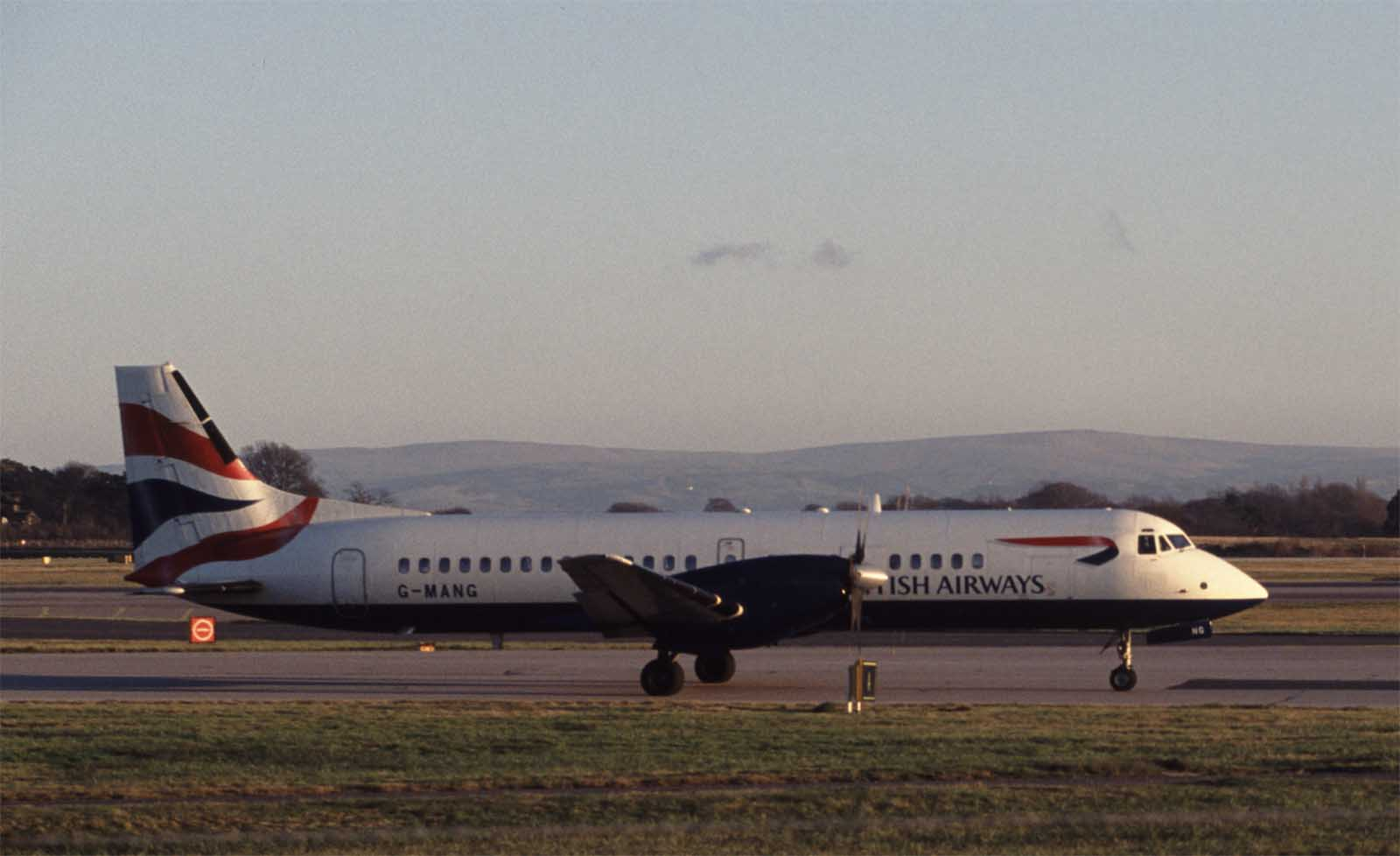
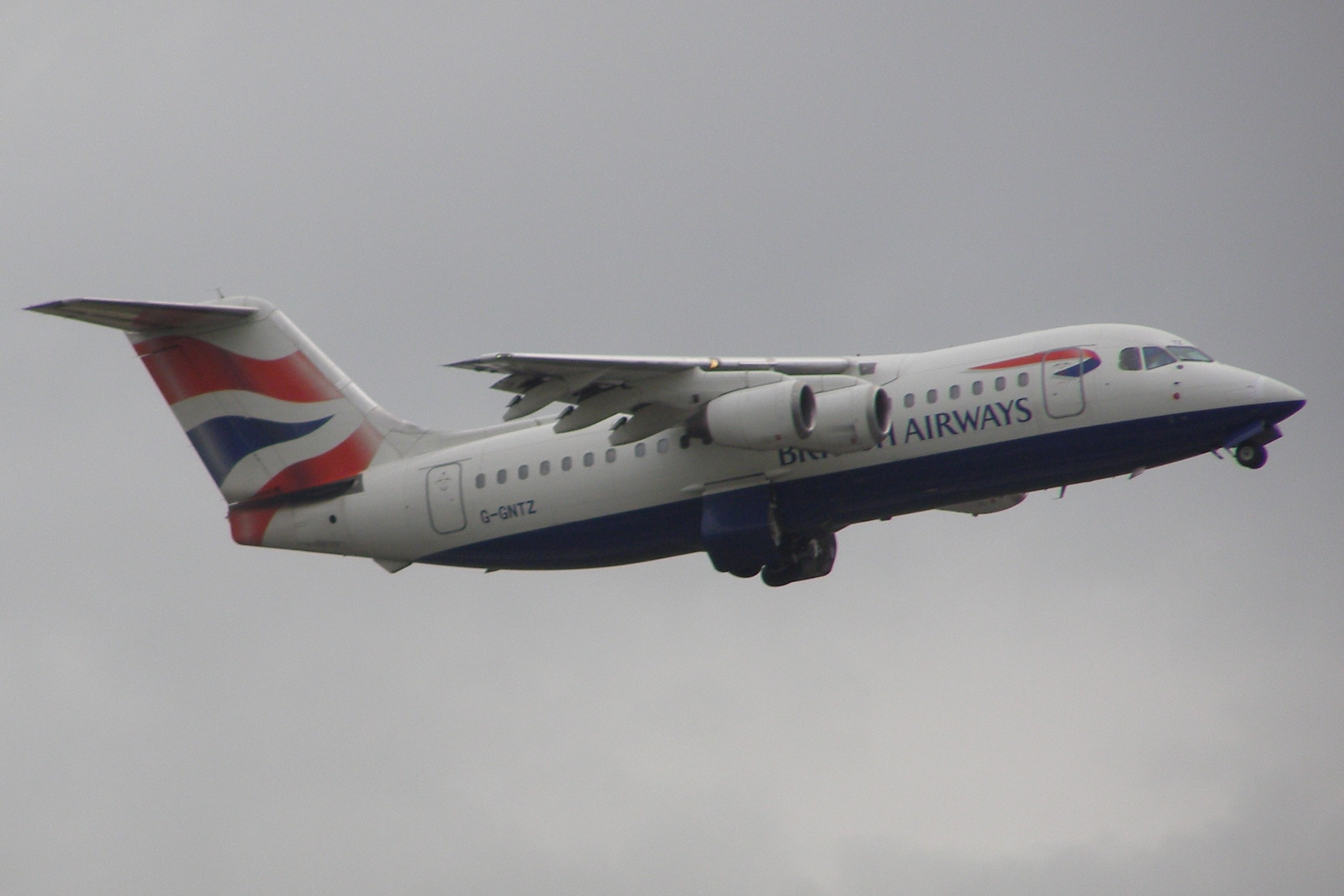
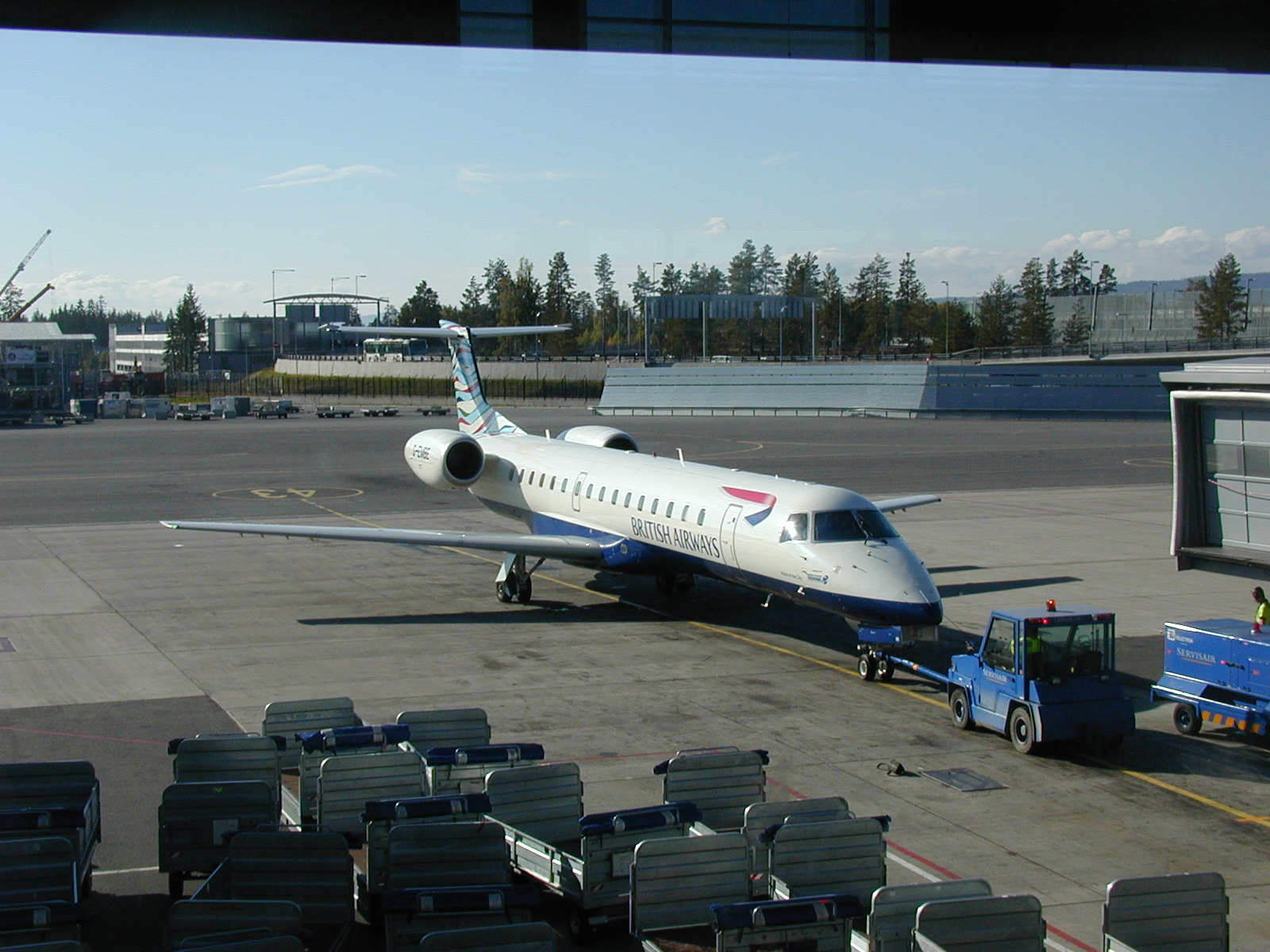